# Angelis Borges
Angelis Borges (Uberlândia, 1988. május 11. –) brazil újságíró. Ő nyerte meg a Rede Record által készített Fazenda de Verão című valóságshow-t. A modell Isis Gomes-t megelőzve nyerte el az 1 millió brazil real-os fődíjat.